# Parimal Chandra Barman
 (décembre 2013).
Si vous disposez d'ouvrages ou d'articles de référence ou si vous connaissez des sites web de qualité traitant du thème abordé ici, merci de compléter l'article en donnant les références utiles à sa vérifiabilité et en les liant à la section « Notes et références ».
Pour les articles homonymes, voir Barman (homonymie).
Parimal Chandra Barman (1962-1991) est un Bengali, enregistré comme la personne la plus grande du monde en 1991, avec une taille de 2,51 m (8′ 3″).

## Biographie
Parimal avait une tumeur sur son hypophyse ce qui provoqua son incroyable poussée de croissance. Il souffrit également d'une importante malnutrition au cours de sa vie. Il avait été soumis à un traitement pour gigantisme au St Bartholomew's Hospital de Londres. 
Il a été envisagé pour la mesure par Guinness pour le livre Guinness des records pour le record de la plus grande personne vivante au monde peu avant sa mort en 1991.